# سوختگی غلاف برنج
ریزوکتونیا سولانی (به انگلیسی: Rhizoctonia solani) نام قارچی بیماری سوختگی غلاف برنج با دامنهٔ میزبانی وسیع و توزیع سراسری در جهان است. این پاتوژن گیاهی بیش از ۱۰۰ سال پیش کشف شده‌است.